# Relaciones Portugal-Venezuela
Las relaciones Portugal-Venezuela se refieren a las relaciones internacionales que existen entre Portugal y Venezuela. Durante el gobierno del mandatario venezolano Nicolás Maduro, las relaciones entre ambos países se han deteriorado en gran medida.

## Historia

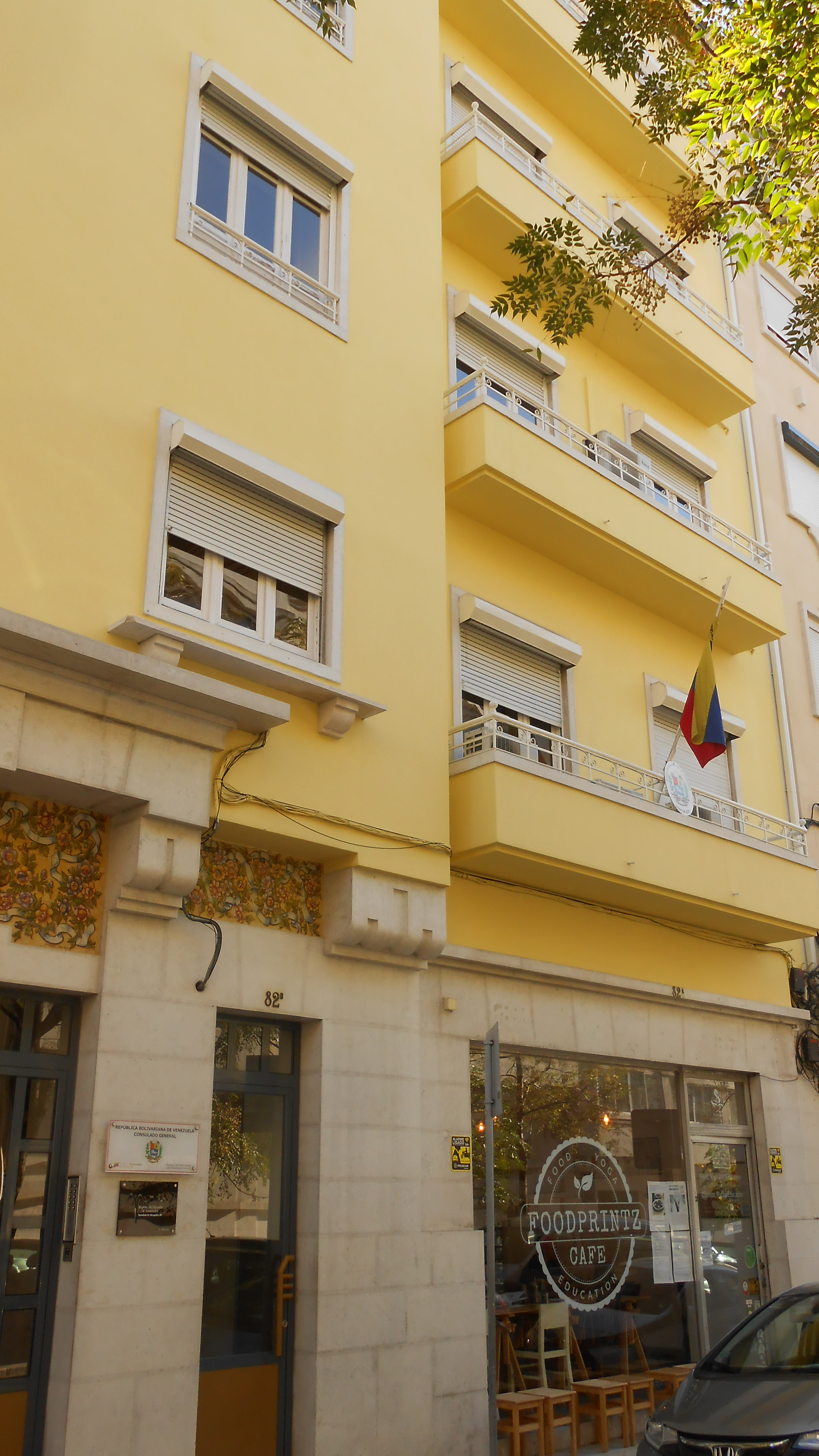
Consulado-General de Venezuela en Lisboa

Durante el Paro general en Venezuela de 2002-2003, por iniciativa del presidente brasileño Luiz Inácio Lula da Silva se conformó un grupo de "países amigos de Venezuela", entre los que se encontraba Portugal; hasta ese momento, el presidente Hugo Chávez tenía malas relaciones con los presidentes de todos estos países, exceptuando Brasil.[cita requerida]
Después de resultar electo como presidente en 2013, Nicolás Maduro inició una gira internacional a mediados de junio por varios países de Europa; donde el segundo país a visitar fue Portugal, donde asistió a la VIII comisión mixta Portugal-Venezuela, donde se pactaron catorce acuerdos de cooperación bilateral, principalmente en tecnología, alimentación, salud, deportes y cultura.[cita requerida]
A comienzos de 2017 Reuters informó que Portugal había comenzado a investigar un posible fraude relacionado con fondos de PDVSA durante el mandato de Rafael Ramírez Carreño. Portugal anunció que no reconoce los resultados de las elecciones de la Asamblea Nacional Constituyente de Venezuela de 2017.
En diciembre de 2017 Nicolás Maduro acusó a Portugal de sabotear un envío de perniles al país que Maduro había prometido para las fiestas navideñas pero que no llegaron. El canciller de Portugal, Augusto Santos Silva, rechazó las acusaciones señalando que el gobierno portugués no tiene «ese poder de sabotear el pernil», «que no exporta pernil ni a Venezuela ni a ningún país del mundo» y que «vivimos en una economía de mercado. Las exportaciones les competen a las empresas». El canciller declaró que «obviamente no hay ninguna intervención política», pero que averiguaría lo ocurrido en la embajada de Portugal en Venezuela. Para enero de 2018 el canciller Santos Silva declaró que la controversia de los perniles estaba «cerrada».
Durante la crisis presidencial de Venezuela de 2019, Portugal reconoció a Juan Guaidó como presidente legítimo de Venezuela. La alta representante de la Unión Europea para Asuntos Exteriores, Federica Moguerini anunció la creación de un «grupo de contacto por Venezuela» integrado inicialmente ocho países europeos y cuatro latinoamericanos, incluyendo a Portugal, que mantendrían su primera reunión en Uruguay y que trabajarían en la posibilidad de facilitar un diálogo que culmine en elecciones en Venezuela.
En 2020, autoridades venezolanas detuvieron el 13 de febrero en el Aeropuerto Internacional de Maiquetía Simón Bolívar en Caracas a Juan José Márquez, tío del político opositor Juan Guaidó, y lo acusaron de trasladar explosivos C4 presuntamente con complicidad de la aerolínea que lo trajo al país, la portuguesa TAP, Venezuela suspendió las operaciones en su territorio de la aerolínea por 90 días. Portugal rechazó las acusaciones del gobierno venezolano y a José Márquez se le inició una investigación. El 24 de febrero los cancilleres Augusto Santos Silva de Portugal y Jorge Arreaza de Venezuela se reunieron para intentar superar el incidente.
El 30 de marzo el buque guardacostas AB Naiguatá (GC-23) divisó al crucero portugués Resolute a las 00:45 horas (hora venezolana) y le pidió que lo siguiera a un puerto venezolano. El capitán del Resolute consultaba con sus superiores, cuando el Naiguatá colisionó intencionalmente con la proa del crucero con la aparente intención de desviar su curso hacia costas venezolanas. Sin embargo, el Resolute es un barco con estructura reforzada para navegar en campos de hielo, lo que ocasionó que el Naiguatá hiciera agua y terminara hundiéndose. Su tripulación fue rescatada por barcos venezolanos y el Resolute, que no se vio tan afectado, después de aguardar en el área recibió instrucciones de dirigirse a Curazao. El Resolute con sus 32 tripulantes se encontró a la deriva por un día y el Ministerio para la Defensa de Venezuela informó que logró rescatar a los 40 tripulantes del Naiguatá. Venezuela acusó al Resolute de estar en aguas territoriales sin permiso y de no rescatar a los tripulantes del Naiguatá, y el segundo dijo que se encontraban en aguas internacionales y los agresores fueron los tripulantes venezolanos al disparar contra el Resolute. El gobierno venezolano de Nicolás Maduro denunció el suceso tildándolo de «acto de piratería internacional» y aseguró que el barco transportaba mercenarios que tenían la misión de atacar objetivos militares en la costa de Venezuela, pidiéndole al gobierno de Curazao iniciar una investigación contra el Resolute. La Fuerza Armada Nacional Bolivariana tildó «la acción» al crucero portugués de «cobarde y criminal, toda vez que no asistió al rescate de los tripulantes». El gobierno de Portugal se ofreció a ayudar en las investigaciones.
El mismo año el Grupo Internacional de Contacto, encabezado por Uruguay, lamentó una renovación del Consejo Nacional Electoral de Venezuela que "socava la credibilidad del próximo proceso electoral". La declaración pública fue acordada por la Unión Europea y siete de sus Estados miembros, incluyendo a Portugal.

## Embajadores de Venezuela
- 2006-2022 General Lucas Rincón Romero
- Enero 2023- actualidad   Mary Eglys Flores Mora[21]